# Куценко, Гоша
Ю́рий Гео́ргиевич (Го́ша) Куце́нко (род. 20 мая 1967, Запорожье) — российский актёр театра, кино, телевидения, озвучивания и дубляжа, кинорежиссёр, сценарист, кинопродюсер, певец и общественный деятель; заслуженный артист РФ (2013).
Получил широкую известность в основном благодаря своим комедийным образам в боевиках — в частности, в фильмах «Мама, не горюй» и «Антикиллер».

## Биография
Родился в Запорожье (Украинская ССР) 20 мая 1967 года в семье Георгия Павловича Куценко (1932—2012), работавшего в Министерстве радиопромышленности, и врача-рентгенолога Светланы Васильевны Куценко (в девичестве Назимова) (1937—2011). Имя Юрий получил в честь Гагарина. Бабушка по отцу была оперной певицей.
Затем вместе с семьёй переехал во Львов. Окончил львовскую школу № 56 (ныне Львовская украинская гос. гимназия). Поступил во Львовский политехнический институт, но не доучился и был призван в Советскую Армию. Службу проходил в войсках связи.
В 1988 году переехал в Москву. Поступил в МИРЭА, но также не доучился. Через два года поступил в Школу-студию МХАТ (окончил в 1992 году). Работает в театре им. Моссовета.
В 1995 году пробовал свои силы на телевидении в качестве ведущего программы «Партийная зона» телеканала ТВ-6 и ряда проектов МУЗ-ТВ. Тогда же вёл курсы актёрского мастерства во ВГИКе.

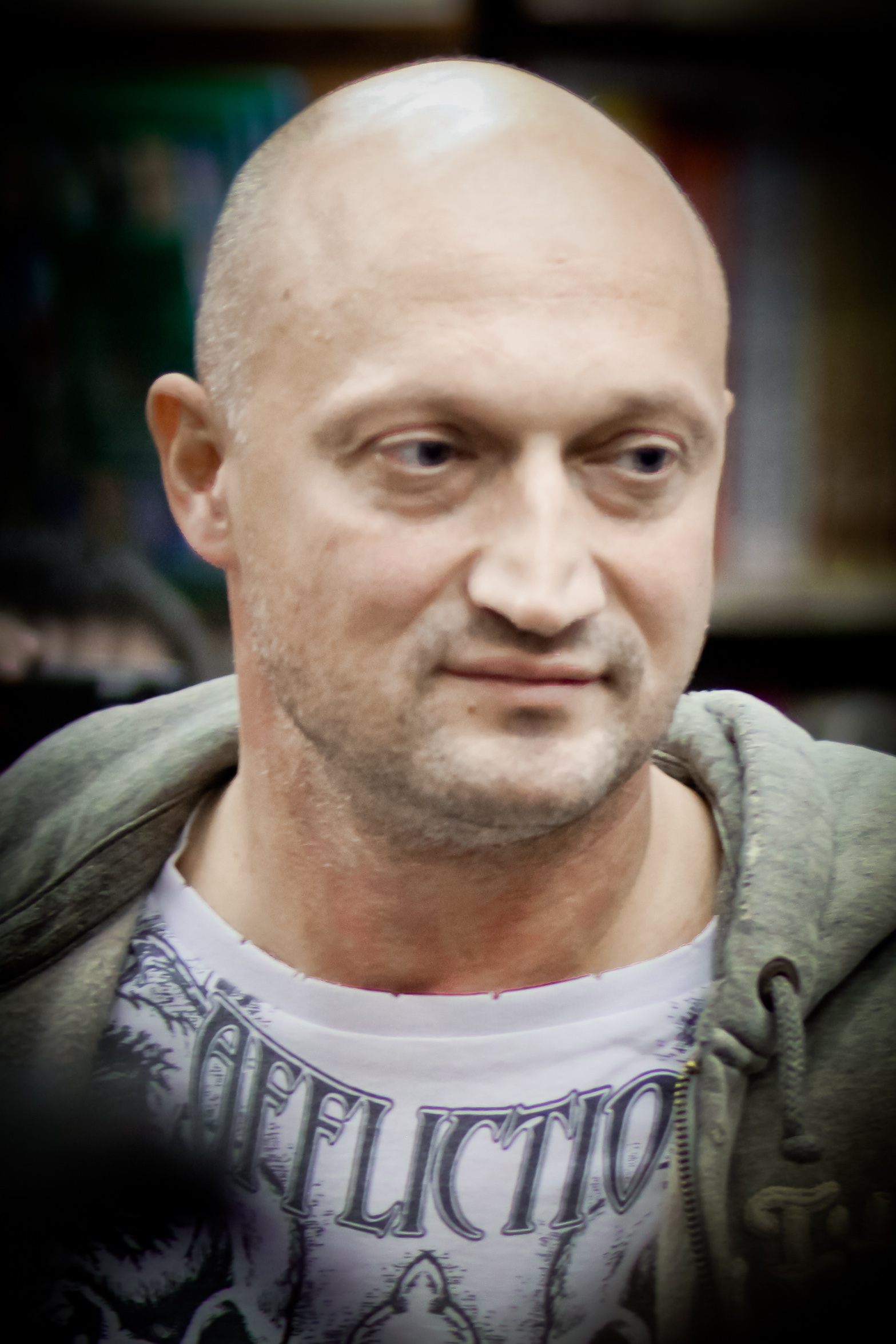
2010

Участвовал в антрепризном спектакле «Игра в правду» режиссёра Виктора Шамирова, совместно с Ириной Апексимовой, Дмитрием Марьяновым, Константином Юшкевичем.
Сотрудничает в качестве дизайнера с фирмой Be Free.
Приглашался в жюри Высшей лиги КВН.
В 2016 году заявил, что завершает актёрскую карьеру и планирует заняться режиссёрской деятельностью, что, судя по дальнейшей артистической карьере Куценко, не произошло.

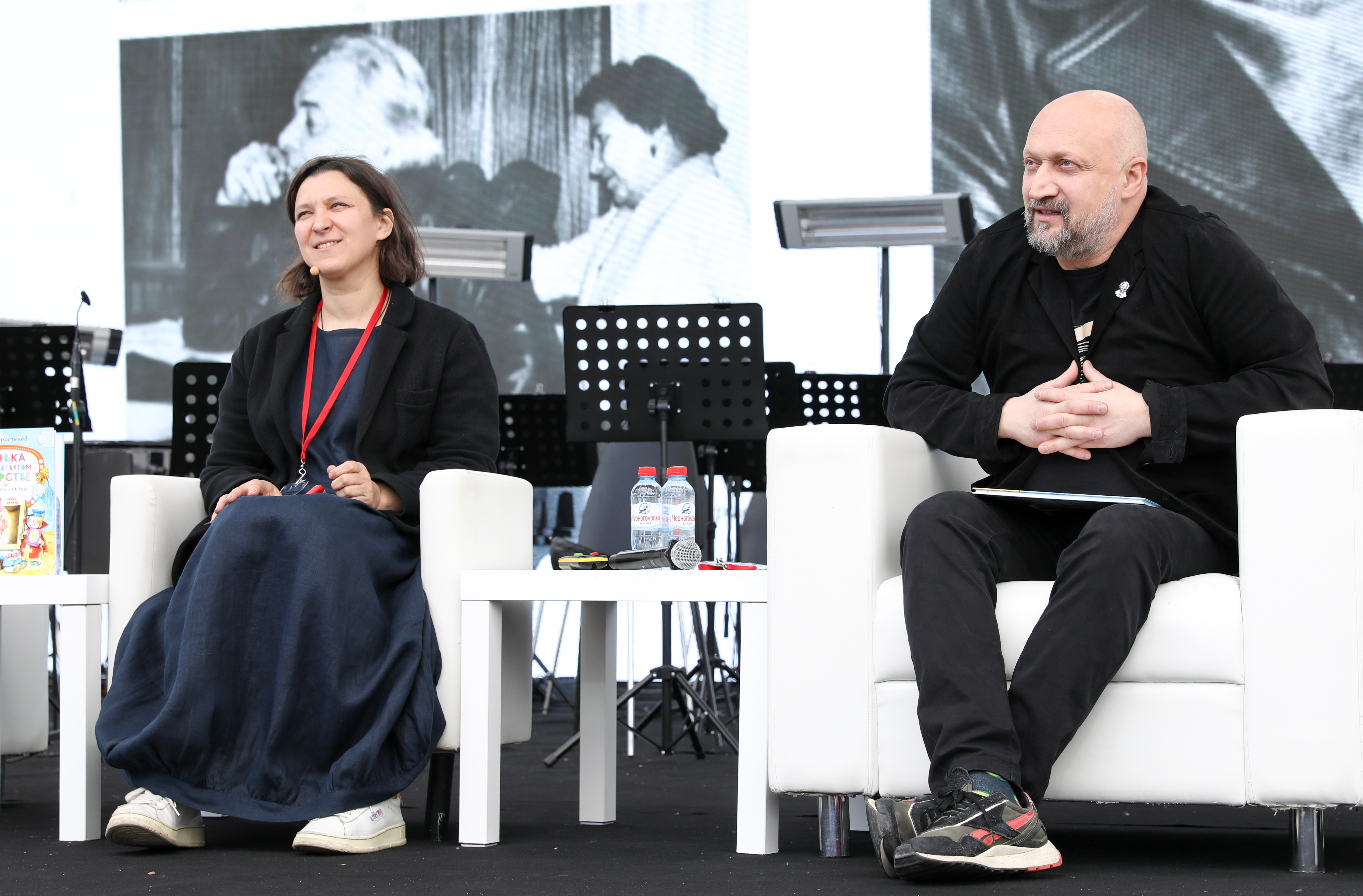
Олеся Железняк и Гоша Куценко на книжном фестивале «Красная площадь» — 2023

### Личная жизнь
Первая жена (незарегистрированный брак) — Мария Порошина, актриса (род. 1 ноября 1973). Дочь Полина Куценко (род. 22 февраля 1996), актриса.
Вторая жена Ирина Михайловна Скриниченко (род. 1980) — фотомодель агентства «Fashion Group», снималась в кино. Дочери Евгения Куценко (род. 2014), Светлана Куценко (род. июнь 2017).

## Общественная деятельность
В 2007 году принимал участие в учредительном съезде общественного движения «За Путина!». С 2008 по 2013 год состоял в партии Единая Россия. При этом на парламентских выборах 2011 года актёр голосовал за «Яблоко», на президентских в 2012 году поддержал Михаила Прохорова, а идеальной системой называл «утопический коммунизм». Возложил ответственность за войну в Грузии 2008 года на власти Грузии и организовал благотворительный концерт, собранные на котором деньги были переданы на восстановление Цхинвала. Входил в предвыборный штаб Сергея Собянина во время выборов мэра Москвы 2013 года. Высказывался против уголовного преследования Сергея Удальцова и Алексея Навального. Поддерживал фонд «Город без наркотиков». В 2014 году был гостем форума агентства по делам молодёжи «Селигер».
С 1 августа 2011 года — учредитель благотворительного Фонда «Шаг вместе». Фонд создан для поддержки детей с диагнозом ДЦП.
С 2015 года — учредитель журнала «Жизнь с ДЦП. Проблемы и решения», единственного в России. Журнал издаётся на средства благотворителей и спонсоров, главный редактор журнала Мила Соловьёва.
Призывал к прекращению войны на Донбассе, обвиняя Украину в её начале. Впоследствии высказывал сожаление, что не смог поехать на передовую в качестве миротворца в 2014 году: «Я очень жалею, что в начале конфликта не поехал в Украину. У меня была такая мысль оказаться в зоне конфликта в качестве миротворца. Но у меня тогда только что родился ребёнок. И это меня удержало».

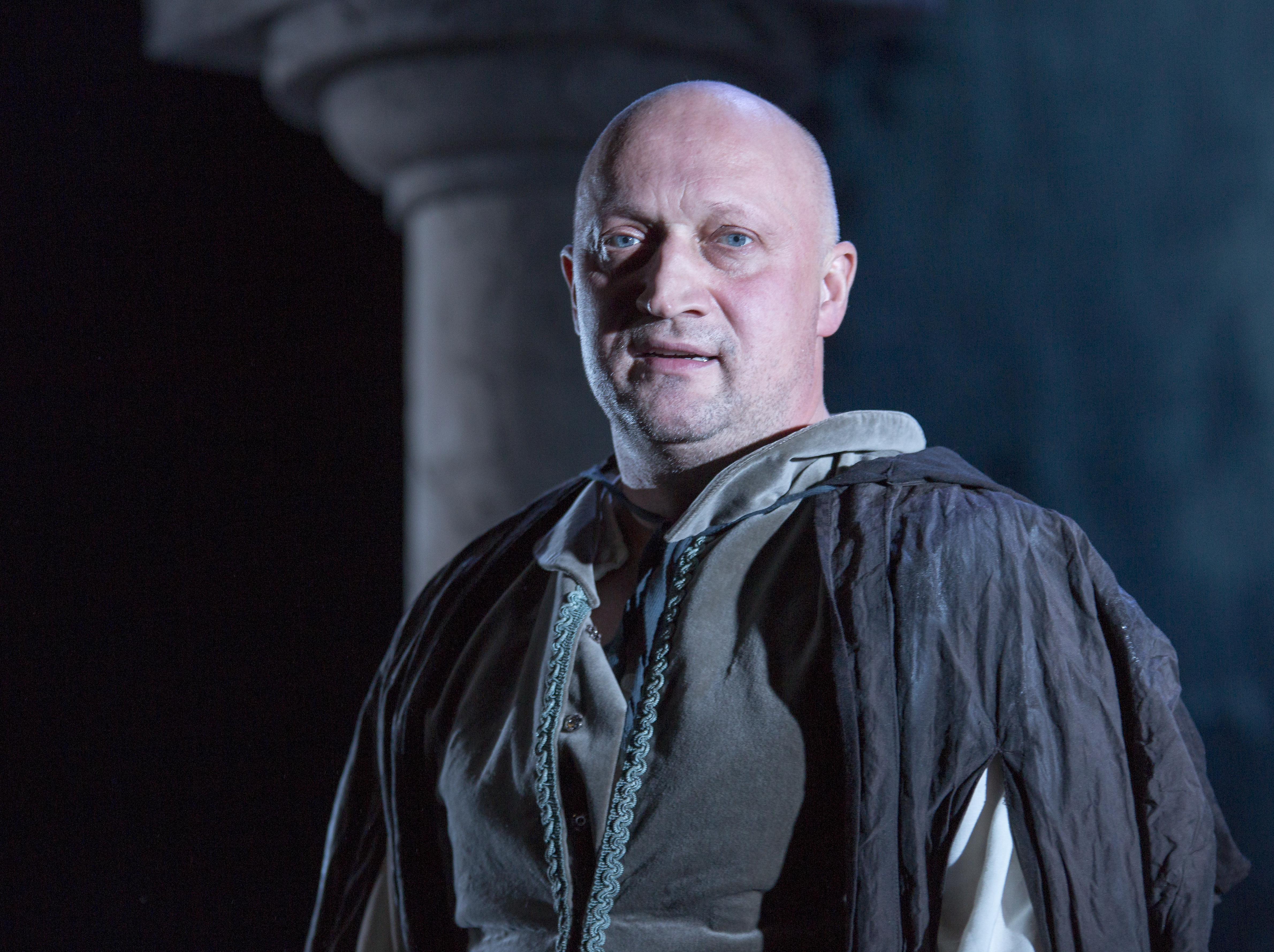
Гоша Куценко в роли Дон Джовани. Израиль. 2017

В 2018 году был доверенным лицом кандидата в мэры Москвы Сергея Собянина.
С июня 2018 года внесён в базу сайта «Миротворец» за попытку посещения Крыма, а также за признание Крыма Россией.
8 сентября 2023 года Гоша Куценко приехал на Донбасс и посетил мемориальный комплекс «Саур-Могила», где принял участие в концерте в честь 80-й годовщины со дня освобождения Донбасса от немецко-фашистских захватчиков.

## Творчество

### Театр

#### Центральный академический театр Российской армии
- Мюзикл «Пола Негри»[38].

#### Независимый театральный проект
- 2002 — «Ladies' night. Только для женщин»[39][40] по пьесе Энтони Маккартена, Стефана Синклера и Жака Коллара — Грэг
- 2003 — «Белоснежка и другие»[41] — Гном, Ихтиандр
- 2007 — «Игра в правду»[42] Филипп Лелюш — Толя
- 2017 — «Love Letters» («Любовные письма[англ.]»)[43] по пьесе Альберт Р. Герни — Том

#### Театр имени Моссовета
- «Бог» В. Аллена — Диабетус[44]
- «Ревизор» Н. Гоголя — Хлестаков
- «Упражнения в прекрасном» В. Дэрхо, Е. Краузе — Евгений

#### Продюсерская компания «Let it show production»
- «Пола Негри» Я. Стоклоса — Любич

#### Театр Московская оперетта
- мюзикл «Метро» Я. Стоклоса — Макс, Филипп

#### «Театр Пелевина»
- «Чапаев и пустота» В. Пелевина — Котовский

#### «Фабрика театральных событий»
- «Черта» И. Горовица — Стивен

#### «БАЛАСТ»
- «Скамейка» А. Гельмана — Он

Никатеатр
- «Загадочные вариации» — Абель Знорко

### Фильмография

#### Актёр
| Год          |     | Название                                           | Роль                                                                                 |
| ------------ | --- | -------------------------------------------------- | ------------------------------------------------------------------------------------ |
| 1992         | ф   | Мумия из чемодана / Мумия в наколках               | Гоша                                                                                 |
| 1992         | с   | АБВГД Ltd                                          | Виктор, бандит                                                                       |
| 1992         | ф   | Человек из команды «Альфа»                         | снимался                                                                             |
| 1993         | ф   | Вопреки всему                                      | снимался                                                                             |
| 1993         | ф   | Дети чугунных богов                                | Фёдор                                                                                |
| 1993         | ф   | Сны                                                | портной Штокман                                                                      |
| 1994         | ф   | Ноктюрн для барабана и мотоцикла                   | снимался                                                                             |
| 1994         | ф   | Серп и молот                                       | милиционер в штатском (озвучивает Алексей Серебряков)                                |
| 1995         | тф  | Крысиные похороны / Burial Of The Rats             | новый священник (жрец)                                                               |
| 1995         | с   | Под знаком Скорпиона                               | Максим Пешков (озвучивает Вячеслав Баранов)                                          |
| 1996         | с   | Дела смешные — дела семейные                       | Гоша                                                                                 |
| 1996         | ф   | Любовники умирают                                  | великий режиссёр                                                                     |
| 1997         | с   | Графиня де Монсоро                                 | Клод, герцог де Шеврёз                                                               |
| 1997         | ф   | Мама, не горюй                                     | Артур                                                                                |
| 1998         | кор | Остановка                                          | снимался                                                                             |
| 1999         | ф   | Восемь с половиной долларов                        | индеец                                                                               |
| 1999         | ф   | Хорошие и плохие                                   | Алексей Иванович Жуков, криминальный бизнесмен                                       |
| 1999         | ф   | Зигзаг / Zig Zag (США)                             | милиционер                                                                           |
| 2000         | с   | 33 квадратных метра, серия «Секунданты решают всё» | Юрий Георгиевич, преподаватель МГТУ имени Баумана, репетитор по физике               |
| 2001         | ф   | Апрель                                             | Артур                                                                                |
| 2002         | ф   | Антикиллер                                         | майор Филипп Михайлович Коренев («Лис»)                                              |
| 2002         | ф   | А. П.                                              | снимался                                                                             |
| 2002         | ф   | В движении                                         | гость                                                                                |
| 2002         | ф   | Дорога                                             | Игорь                                                                                |
| 2002         | ф   | Одиночество крови                                  | Владимир                                                                             |
| 2002         | ф   | Смеситель                                          | снимался                                                                             |
| 2002         | с   | Спецназ                                            | Шараф Рашди                                                                          |
| 2003         | ф   | Антикиллер 2: Антитеррор                           | майор Филипп Михайлович Коренев («Лис»)                                              |
| 2003         | ф   | Золотой век                                        | принц Уэльский, впоследствии король Англии Георг IV                                  |
| 2003         | ф   | Киднеппинг                                         | «Ёж»                                                                                 |
| 2003         | ф   | Криминальное танго                                 | милиционер                                                                           |
| 2003         | с   | Следствие ведут ЗнаТоКи. Пуд золота                | Смурин                                                                               |
| 2003         | ф   | Четвёртое желание                                  | Морозов                                                                              |
| 2004         | ф   | Марс                                               | Борис Никитин                                                                        |
| 2004         | ф   | Ночной Дозор                                       | Игнат                                                                                |
| 2004         | с   | Узкий мост                                         | Борис Якушев, владелец картинной галереи                                             |
| 2005         | ф   | Гарпастум                                          | Александр Блок                                                                       |
| 2005         | с   | Гибель империи                                     | Гибсон                                                                               |
| 2005         | ф   | Дневной Дозор                                      | Игнат                                                                                |
| 2005         | с   | Есенин                                             | Яков Блюмкин                                                                         |
| 2005         | ф   | Мама не горюй 2                                    | Артур                                                                                |
| 2005         | ф   | Марсианские хроники                                | снимался                                                                             |
| 2005         | ф   | От 180 и выше                                      | Алик                                                                                 |
| 2005         | с   | Охота на изюбря                                    | Иннокентий Михайлович Лучков, шеф безопасности банка «Ивеко»                         |
| 2005         | ф   | Последний уик-энд                                  | Бешеный                                                                              |
| 2005         | ф   | Турецкий гамбит                                    | адъютант Османа-паши Исмаил-бей                                                      |
| 2005         | с   | Убойная сила-6, серии 2—4 «Мыс Доброй надежды»     | Рыбаков                                                                              |
| 2006         | ф   | Дикари                                             | Ай-Яй                                                                                |
| 2006         | ф   | Жесть                                              | голый мужчина                                                                        |
| 2006         | тф  | Первый дома / Первый скорый                        | Гаврила Петрович Шереметьев («Хмырь»)                                                |
| 2007         | с   | Агония страха                                      | снимался                                                                             |
| 2007         | ф   | Дерзкие дни                                        | капитан «Тортуги»                                                                    |
| 2007         | ф   | Любовь-морковь                                     | Андрей Голубев                                                                       |
| 2007         | ф   | Параграф 78                                        | Гудвин                                                                               |
| 2008         | ф   | Всё могут короли                                   | Макс Шальнов, журналист                                                              |
| 2008         | ф   | Индиго                                             | Вадим Суханов                                                                        |
| 2008         | ф   | Любовь-морковь 2                                   | Андрей Голубев / Глеб Голубев                                                        |
| 2008         | ф   | Обитаемый остров                                   | подпольщик Вепрь                                                                     |
| 2008         | ф   | Тринадцать месяцев                                 | Глеб Рязанов                                                                         |
| 2009         | ф   | Антикиллер Д. К.                                   | майор Филипп Михайлович Коренев («Лис»)                                              |
| 2009         | ф   | Книга мастеров                                     | Кащей Бессмертный                                                                    |
| 2009         | ф   | Обитаемый остров: Схватка                          | подпольщик Вепрь                                                                     |
| 2009         | ф   | Подарок / ориг.: Echelon Conspiracy                | русский генерал                                                                      |
| 2010         | ф   | Бриллиантовая рука 2                               | Лёлик                                                                                |
| 2010         | ф   | Ирония любви                                       | генерал                                                                              |
| 2010         | ф   | Компенсация                                        | Сергей Михайлович Мальцев                                                            |
| 2010         | ф   | Любовь-морковь 3                                   | Андрей Голубев                                                                       |
| 2010         | ф   | Рывок                                              | дядя Дима                                                                            |
| 2011         | ф   | Возвращение в «А»                                  | полковник-лётчик                                                                     |
| 2011         | ф   | Ёлки 2                                             | профессор Андрей Николаевич, актёр в костюме «дракона»                               |
| 2011         | ф   | Манипулятор                                        | Максим Глаголев, основатель компании Verbarium                                       |
| 2011         | ф   | Мой парень — ангел                                 | профессор Волынцев                                                                   |
| 2011         | ф   | Сказка. Есть                                       | Пенькультурник                                                                       |
| 2011         | ф   | Упражнения в прекрасном                            | Евгений Калинин                                                                      |
| 2011         | ф   | Фантом / ориг.: The Darkest Hour                   | Матвей                                                                               |
| 2012         | с   | Good Evening                                       | снимался                                                                             |
| 2012         | ф   | Самоубийцы                                         | Митус                                                                                |
| 2012         | ф   | Август. Восьмого                                   | актёр Георгий (камео)                                                                |
| 2012         | ф   | Тот ещё Карлосон!                                  | Новицкий                                                                             |
| 2012         | ф   | Мамы (новелла «Операция „8 Марта“»)                | отец Александра                                                                      |
| 2012         | ф   | Обитаемый остров. Планета Саракш                   | Вепрь                                                                                |
| 2012         | ф   | Со мною вот что происходит                         | Артём                                                                                |
| 2012         | ф   | Джентльмены, удачи!                                | Игорь Шатунов («Шатун»), вор                                                         |
| 2013         | кор | Бег. Иной взгляд                                   | продавец цветов                                                                      |
| 2013         | ф   | Гена Бетон                                         | Гена Бетон                                                                           |
| 2013         | ф   | Ёлки 3                                             | профессор Андрей Николаевич                                                          |
| 2013         | ф   | Игра в правду                                      | Толя                                                                                 |
| 2013         | ф   | Курьер из «Рая»                                    | Егор Глазунов                                                                        |
| 2013         | ф   | Невидимки                                          | невидимка Гоша                                                                       |
| 2013         | ф   | Разговор                                           | Борис Зуев                                                                           |
| 2013         | ф   | Сокровища О.К.                                     | Иван Грозный / смотритель башни Сююмбике                                             |
| 2013         | с   | Студия 17 (1 серия)                                | камео                                                                                |
| 2014 — н. в. | с   | Балабол (1, 3—8 сезон)                             | Валентин Быстрицкий, одноклассник Балабина                                           |
| 2014         | ф   | Залётчики                                          | Николай Александрович                                                                |
| 2014         | ф   | Звезда                                             | камео                                                                                |
| 2014         | ф   | Нереальная любовь                                  | снимался                                                                             |
| 2014         | с   | Неформат                                           | Роман Арсеньев                                                                       |
| 2014         | ф   | Услышать море                                      | снимался                                                                             |
| 2015         | ф   | Гороскоп на удачу                                  | Николай Васильевич, начальник рекламного агентства                                   |
| 2015         | кор | Знак                                               | снимался                                                                             |
| 2015—2017    | с   | Последний мент                                     | Алексей Дивов                                                                        |
| 2015         | с   | Снайпер: Последний выстрел                         | Волохов                                                                              |
| 2015         | с   | Лондонград                                         | Саня Ханин                                                                           |
| 2015         | ф   | Страна Оз                                          | Роман                                                                                |
| 2016         | ф   | Врач                                               | Юм                                                                                   |
| 2016         | ф   | Ёлки 5                                             | профессор Андрей Николаевич                                                          |
| 2017         | кор | Время жить, время умирать                          | камео                                                                                |
| 2017         | ф   | Графомафия                                         | Сизухин, писатель-отшельник                                                          |
| 2017         | ф   | Про любовь. Только для взрослых (третья новелла)   | Лёша                                                                                 |
| 2018—2020    | с   | Ольга (3—4 сезоны)                                 | Владимир, бизнесмен, владелец магазина «Империя матрасов» (3 сезон), влюблён в Ольгу |
| 2018         | с   | Домашний арест                                     | Георгий Борисович Круглов, генерал ФСБ                                               |
| 2018         | ф   | Заповедник                                         | Марков, аниматор                                                                     |
| 2018         | ф   | Каникулы президента                                | президент в пробном гриме                                                            |
| 2018         | ф   | Последний бросок / ориг.: The Brave                | Коло                                                                                 |
| 2018 — н. в. | с   | Скорая помощь                                      | Константин Николаевич Кулыгин, водитель, потом врач скорой                           |
| 2019         | ф   | Балканский рубеж                                   | Бек                                                                                  |
| 2019         | с   | Две девицы на мели                                 | ведущий                                                                              |
| 2019         | ф   | Любовницы                                          | пластический хирург Олег                                                             |
| 2019         | кор | С Новым!                                           | снимался                                                                             |
| 2020         | с   | #СидЯдома                                          | Серёга Дергач                                                                        |
| 2019         | с   | Скажи правду                                       | Роман, муж Ольги                                                                     |
| 2019         | с   | Склифосовский (7 сезон, со 129-й по 144-ю серию)   | Александр Поляков, нейрохирург в НИИ Склифосовского                                  |
| 2020         | ф   | Вратарь Галактики                                  | краснолицый охранник                                                                 |
| 2020         | ф   | Играй со мной                                      | отец Ани                                                                             |
| 2020         | ф   | Игрок                                              | Андрей Курочкин                                                                      |
| 2020         | ф   | Парадоксы                                          | Казимир / Гоша                                                                       |
| 2020         | с   | Чича из Ольги                                      | Владимир                                                                             |
| 2021         | с   | Инсомния                                           | Юрий Иванович Шталь, психотерапевт                                                   |
| 2021         | ф   | Молоко                                             | папа Тани                                                                            |
| 2021         | с   | #Яжотец                                            | Михаил Гречихин                                                                      |
| 2022         | с   | Ресторан по понятиям                               | Антикуллер (3 сезон)                                                                 |
| 2022         | с   | 1703                                               | Гоша Колпаков                                                                        |
| 2022         | с   | Без правил                                         | Сергей Равильевич Галямин, криминальный бизнесмен                                    |
| 2022         | с   | Вслух!                                             | снимался                                                                             |
| 2022         | с   | Классная Катя                                      | Фёдор Павлович Котов, папа Кати, мэр города                                          |
| 2022         | с   | Капельник                                          | Степан Олегович (Барин)                                                              |
| 2022         | ф   | Любовь-морковь: Восстание машин                    | Андрей Голубев / Иван, робот                                                         |
| 2022         | ф   | Непослушник 2. Вспомнить всё                       | Саша Чёрный, криминальный авторитет                                                  |
| 2022         | с   | Оливье и Роботы                                    | снимался                                                                             |
| 2022         | кор | Питерский вайб                                     | снимался                                                                             |
| 2022         | с   | Открытый брак                                      | Дорожкин                                                                             |
| 2022         | с   | Просто Михалыч                                     | Субботин                                                                             |
| 2022         | ф   | Сирийская соната                                   | Сергей Галкин, подполковник, командир отряда ССО                                     |
| 2022—2024    | с   | Что делать женщине, если...                        | Урий                                                                                 |
| 2023         | ф   | Быть                                               | директор                                                                             |
| 2023         | ф   | Юра дворник                                        | Платон Ермолаев                                                                      |
| 2023         | с   | Волшебный участок                                  | Елизаров, капитан полиции                                                            |
| 2023         | с   | Секс. До и после                                   | Денис (12 серия)                                                                     |
| 2023         | ф   | Иван Васильевич меняет всё!                        | двойник Ивана Грозного, актёр Щукинского училища                                     |
| 2024         | с   | Красный 5                                          | Анатолич                                                                             |
| 2024         | ф   | Тополиный пух                                      | снимался                                                                             |
| 2024         | с   | Морозко                                            | Олег                                                                                 |
| 2024         | с   | Министерство Всего Хорошего                        | Андрей, хирург                                                                       |
| 2024         | ф   | Один хороший день                                  | снимался                                                                             |
| 2024         | ф   | Говорит Земля!                                     | Игорь Вениаминович                                                                   |
| 2024         | кор | Анна                                               | Имя персонажа не указано                                                             |
| 2024         | ф   | Совсем ошалели                                     | Фёдор                                                                                |
| 2024         | с   | Папаши                                             | Константин Кулыгин                                                                   |
| 2024         | ф   | Непослушники                                       | Саша Чёрный, бывший криминальный авторитет                                           |
| 2025         | ф   | Красный шёлк                                       | Фёдор Корнилов                                                                       |
| 2025         | ф   | Сказочные выходные                                 | Имя персонажа не указано                                                             |
| 2025         | с   | Анна К                                             | Степан «Стива» Облонский                                                             |

##### Дубляж
- 1994 — Серп и молот — Евдоким Кузнецов (Алексей Серебряков)
- 2003 — Олдбой — Ли У Чжин (Ю Чжи Тэ)[51][нет в источнике] (антагонист[52])
- 2006 — Лесная братва — енот Эр-Джей[53]
- 2008 — Особо опасен —  Мистер X (Дэвид О’Хара)[54]
- 2010 — Бугай — Бугай[55]
- 2011 — Делай ноги 2 — пингвин Мамбл[56]
- 2014 — Лего. Фильм — Брюс Уэйн / Бэтмен[57]
- 2016 — Аисты — аист Джаспер[58]
- 2018 — Смолфут — йети Каменный Хранитель[59]
- 2018 — Человек-паук: Через вселенные — Уилсон Фиск / Кингпин[60]

##### Озвучивание мультфильмов
- 2013 — Возвращение Буратино — медведь
- 2014 — Алиса знает, что делать! (11 серия) — Здоб
- 2015 — Три богатыря. Ход конём — Потаня

#### Режиссёр
- 2015 — Если любишь…
- 2016 — Врач
- 2020 — Парадоксы

#### Сценарист
- 2009 — Антикиллер Д. К.: Любовь без памяти
- 2011 — Упражнения в прекрасном
- 2012 — Со мною вот что происходит
- 2013 — Игра в правду
- 2015 — Если любишь…
- 2016 — Врач

#### Продюсер
- 2006 — Дикари
- 2011 — Упражнения в прекрасном
- 2012 — Со мною вот что происходит
- 2013 — Игра в правду
- 2016 — Врач
- 2019 — Балканский рубеж

#### Композитор
- 2014 — Неформат

### Музыкальная деятельность

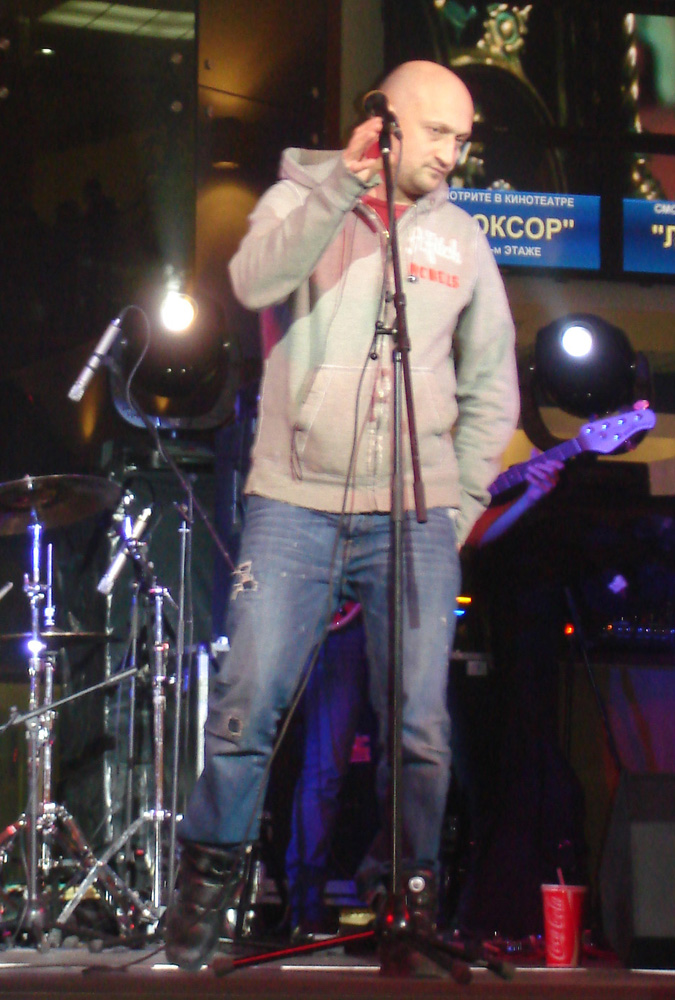
Куценко на презентации своего альбома «Май Ворлд» в Ростове-на-Дону, 2011 год

Рок-группа, солистом которой когда-то был Гоша Куценко, называлась «Баранина-97». С этим коллективом начались первые выступления.
В 2004 году подружился с идеологом и создателем группы TOKiO Ярославом Малым, снялся в двух видеоклипах коллектива: «Москва» и «Я звезда».
В 2004 году родился тандем «Гоша Куценко & Anatomy of Soul», который просуществовал четыре года. За это время музыканты дали несколько десятков концертов в разных городах России и приняли участие в крупных фестивалях «Нашествие», «Эммаус», «Старый Новый Рок» и других. Песни того периода вошли в саундтреки фильмов «Марс», «Четвёртое желание», «Всё могут короли», «Дикари». На композицию «Капли» был снят видеоклип.
В 2008 году собрал новую команду «ГК» и приступил к репетициям и студийной записи. В итоге получилась работа, соединившая несколько музыкальных направлений. Дебютный альбом Гоши Куценко «Май Ворлд», выпущенный компанией «Мазай коммуникейшенс» в 2010 году, был представлен в Москве в канун дня рождения актёра — 19 мая в ресторане «Гусятникофф».
В 2010 году сыграл главную роль в клипе «Фокусник» группы «Король и Шут», а также в клипе группы «Каста» «Горячее время».
В 2012 году вышел сингл Гоши Куценко и группы «Чи-Ли» «Я хочу побить посуду».
В ноябре 2014 года в клубе «Артист» представил свой новый альбом «Музыка».
В марте 2018 года вышел релиз нового альбома «DUЭТО!», куда вошли 12 дуэтов с известными поп-звездами российской эстрады: Полиной Гагариной, Валерией, Теоной Дольниковой, Кэти Топурией, Ёлкой, Анжеликой Варум, IOWA, Юлией Пак, Ириной Апексимовой, Юлией Самойловой, Светланой Светиковой.
В ноябре 2018 года вышел релиз четвёртого альбома «Слова». В альбом вошли песни «Скорая» и «Ольга», ставшие саундтреками к сериалам «Скорая помощь» и «Ольга».
В октябре 2020 года вышел сингл «Парадоксы». Трек «Парадоксы» стал саундтреком к альманаху «Парадоксы». Дата выхода релиза 15 октября 2020 года.

#### Группа Гоша Куценко и «ГК»
- Гоша Куценко — автор текстов, вокал, речитатив
- Татьяна Кобзева — клавишные
- Миша Кадурин — гитара, автор музыки
- Олег Канаков — бас-гитара
- Илья Михеев — ударные
- Руслан Лукьянов — труба, автор музыки
- Юлия Пак — бэк-вокал
- Олеся Ковалева — бэк-вокал
- Иван Дайнаков — звукорежиссёр
- Лидия Котова — видеохудожник
- Татьяна Забродина — концертный директор

#### Дискография
- 2010 — «Май Ворлд»
- 2014 — «Музыка»
- 2018 — «DUЭТО!»
- 2018 — «Слова»
- 2021 — «„GOSHANOVA“ антистресс»

### Участие в телепередачах и документальных фильмах
- 1995—1997 — Партийная зона (ТВ-6, совместно с Лерой Кудрявцевой)[64]
- 2003 — Трюкачи (Первый канал, телеведущий)[65]
- 2004 — Факультет юмора (REN-TV, телеведущий)
- 2004 — Как снимался «Ночной дозор» (фильм о фильме, Первый канал)
- 2004 — Возвращение домой. Гоша Куценко, город Львов (Украина) (Первый канал)
- 2004 — Антикиллер-2. Техника боя (фильм о фильме, Первый канал)
- 2005 — Турецкий Гамбит. Правила игры (фильм о фильме, Первый канал)
- 2005 — Гибель Империи. Постскриптум (фильм о фильме, Первый канал)
- 2005 — Мама не горюй-2. Фильм о фильме (фильм о фильме, НТВ)
- 2005 — Убойная сила. Будни африканского розыска (фильм о фильме, Первый канал)
- 2005 — Особенности «Охоты на Изюбря» (фильм о фильме, Первый канал)
- 2005 — Есенин. Послесловие (фильм о фильме, Первый канал)
- 2006 — Дневной дозор. Всем выйти из сумрака (фильм о фильме, Первый канал)
- 2007 — Параграф 78. Фильм о фильме (фильм о фильме)
- 2008 — Розыгрыш
- 2009 — Обитаемый остров. Фильм о фильме (фильм о фильме, СТС)
- 2009 — Большая разница — скетч со звездой в 12 выпуске — Илья Муромец
- 2010 — Южное Бутово (19.09.2010)
- 2012 — Две звезды
- 2013 — Право на счастье (ОТР, телеведущий, в паре с Ксенией Алфёровой)[66]
- 2014 — Вечер трудного дня (Беларусь 1)
- 2015 — Вечерний Ургант (03.12.2015)

Также часто снимался в рекламных роликах.

## Награды и звания
Государственный награды:
- Орден «За заслуги в культуре и искусстве» (3 октября 2023 года) — за заслуги в развитии отечественной культуры и искусства, многолетнюю плодотворную творческую деятельность[68]
- Медаль ордена «За заслуги перед Отечеством» II степени (21 августа 2018 года) — за большой вклад в развитие отечественной культуры, искусства, средств массовой информации и многолетнюю плодотворную деятельность[69]
- Заслуженный артист Российской Федерации (23 октября 2013 года) — за заслуги в области искусства[70]

Региональные награды:
- Почётный деятель искусств города Москвы (2 декабря 2011 года) — за заслуги в области культуры и многолетнюю творческую деятельность[71][72]
- Почётная грамота Московской Городской Думы (17 апреля 2024 года) — за заслуги перед городским сообществом[73]

Премии:
- 2006 — Номинация на Кинонаграду «MTV-Россия» (Лучший злодей)
- 2007 — Номинация на Кинонаграду «MTV-Россия» (Лучшая комедийная роль)
- 2008 — Номинация на Кинонаграду «MTV-Россия» (Лучшая комедийная роль)
- 2009 — Номинация на Кинонаграду «MTV-Россия» (Лучшая мужская роль, лучшая комедийная роль)
- 2011 — Приз имени Г. Горина за лучший сценарий на кинофестивале «Кинотавр», совместно с Виктором Шамировым и Константином Юшкевичем (фильм — «Упражнения в прекрасном»)

## Факты
- При поступлении в Школу-студию МХАТ из-за картавости представился Гошей, а не Юрием (имя Гоша он взял в честь отца). Впоследствии дефект дикции он исправил, но актёрский псевдоним оставил[74][75].
- По собственному признанию, благодаря внешней схожести с Михаилом Козаковым в молодости выдавал себя за его сына[76]. Позже в фильме «Узкий мост» актёры сыграли роли отца и сына.
- Любимая музыкальная группа — Muse, любимая песня — «Space Dementia»[77].
- В мае 2015 года озвучивал названия станций Калужско-Рижской линии Московского метрополитена[78].
- В 1998 году снялся в видеоклипе группы Амега «Ноги».
- в 2010 году снялся в видеоклипе группы Король и Шут «Фокусник».
- В 2019 году снялся в видеоклипе Мари Краймбрери «Я твой клад».
- В 2020 году снялся в роли инспектора ДПС в видеоклипе Анны Плетнёвой и Влада Топалова на песню «Мир обнять»
- В 2023 году снялся в видеоклипе Дэи на песню «Made in China»[79].